# Serrat del Moro (Lladurs)
|  | Aquest article tracta sobre una muntanya de Lladurs. Vegeu-ne altres significats a «Serrat del Moro». |

El Serrat del Moro és una muntanya de 1.152 metres que es troba al municipi de Lladurs, a la comarca catalana del Solsonès.
Al cim podem trobar-hi un vèrtex geodèsic (referència 273092001).